# Richard Schulze (Politiker)
Richard Schulze (* 20. April 1892 in Neustadt an der Tafelfichte, Österreich-Ungarn; † nach 1937) war ein deutscher Jurist und Kommunalpolitiker der NSDAP. Er war von 1933 bis 1937 Oberbürgermeister der Stadt Riesa im Freistaat Sachsen.

## Leben
Er ging nach der Schulausbildung zum Studium der Rechts- und Staatswissenschaften und promovierte zum Dr. jur. Daraufhin war er ab 1923 in Riesa als Rechtsanwalt und Notar tätig und arbeitete zunächst gemeinsam in einer Anwaltskanzlei mit dem Rechtsanwalt und Notar Dr. Mende. Nach dem Tod des Letzteren führte er die Kanzlei allein weiter. Er trat der NSDAP bei und war ehrenamtlich als Ortsgruppenleiter von Riesa tätig. Nachdem im Juli 1933 seine Anerkennung als stellvertretender kommissarischer Oberbürgermeister von Riesa erfolgt war, wurde er mit Wirkung vom 18. August 1933 als Erster Bürgermeister (später mit der Bezeichnung Oberbürgermeister) der Stadt Riesa behördlich bestätigt.  Er wurde Mitglied mehrerer Aufsichts- und Verwaltungsräte.
Im Oktober 1936 eröffnete Schulze die Radrennbahn in Riesa, die u. a. auch mit seiner Unterstützung errichtet worden war.
1937 wurde Schulze durch den bisherigen Zweiten Bürgermeister Herbert Schade abgelöst.